# Владислав Ковачев
Владислав (Славчо) Михайлов Ковачев или Ковачов, известен като De Profundis и Млечното, е български офицер, полковник, и революционер, секретар на Върховния македоно-одрински комитет и един от ръководителите на Македонска федеративна организация.

## Биография
Владислав Ковачев е роден в 1875 година в Скопие, днес в Северна Македония. Баща му Михаил Ковачев е ръководител на Щипския революционен комитет и участва в Илинденско-Преображенското въстание, а просветният деец Йосиф Ковачев му е чичо. Има брат-близнак Владимир, който също е деец на ВМОРО, а по-малкият му брат Антон Ковачев е офицер от Българската армия.
Израства в София, където завършва начално училище и Класическата гимназия (1882 – 1889). В 1894 година завършва Военното училище в София и постъпва на редовна служба в Българската армия. Назначен е за помощник-ротен командир в 13. Рилски полк. В 1895 година напуска действителна военна служба и участва в Четническата акция на Македонския комитет в Мелнишко. Възстановен е на военна служба от 13 март 1896 г. Служи във Втори искърски полк – първоначално в Търново, а след преместването на полка през 1897 г. – в Русе.
Сред основателите е на първото Българско освободително братство, създадено в Търново. На учредителното събрание на братството, проведено на 14 юни 1897 г., е избран за негов касиер. През 1898 г. е преведен в 14 македонски полк. Основател е и на Българското освободително братство в София (1898), на което също е касиер. През ноември 1898 година се нарежда сред основателите на Щипското благотворително братство в София. Влиза в тайните офицерски братства и от 1899 до 1901 година е секретар на Върховния комитет и редактор на вестника му „Реформи“.
През нощта на 23 срещу 24 март 1901 година Ковачев заедно с другите членове на ВМОК е арестуван по обвинение в участие в убийството на Стефан Михайляну в Букурещ. Процесът започва на 29 юли и на 2 август всички обвиняеми са оправдани поради липса на доказателства. Ковачев веднага взима участие в работата на течащия Девети македоно-одрински конгрес и като виден сарафист, на практика дясна ръка на Борис Сарафов, отхвърля обиненията в злоупотреби и на свой ред обвинявайки привържениците на Иван Цончев в царедворство. След конгреса Ковачев пише брошура, озаглавена „Отворено писмо“, в която се тиражират скандалите от конгресните дебати, а на 1 октомври 1901 година Софийското македоно-одринско дружество, най-голямото и най-силното в организацията, оглавявано от баща му Михаил, пише писмо до ВМОК с искане за информация за направеното разследване на злоупотребите и опровергаване на обвиненията срещу бившия комитет. Новият цончевистки ВМОК нарича брошурата „куп хули и оскърбления“, „грозно престъпление“ и „същинско предателство“, а писмото – намеса в компетенциите на ВМОК.
В 1902 година Ковачев се жени за Анастасия (Сийка) Христова Размова, от големия охридски род Размови.
От 1902 година Владислав Ковачев е войвода в Малешевско и Кратовско. В 1902 година, в навечерието на Горноджумайското въстание излиза в редовен полагаем отпуск, а след изтичането му подава заявление за излизане в запас и участва във въстанието. По време на Илинденско-Преображенското въстание действа в родното си Щипско. През 1904 година участва във Временния комитет на Борис Сарафов в София.
Учи право в Женева и в 1911 година защитава докторат по право в Брюксел, Белгия. Работи като адвокат, а по-късно като съдия.
Славчо Ковачев участва в Балканската, Междусъюзническата и Първата световна война и е кавалер е на три ордена „За храброст“.
След Първата световна война е сред учредителите на Временната комисия на македонската емиграция в България, превърнала се в 1921 година в Македонска федеративна организация. От 1920 до 1923 година е редактор е на вестник „Автономна Македония“. Като делегат от Карнобатското братство участва в обединителния конгрес на Македонската федеративна организация и Съюза на македонските емигрантски организации от януари 1923 година. През април 1924 година е назначен за мирови съдия в София.
Владислав Ковачев е убит в София по време на така наречените Горноджумайски събития на 13 септември 1924 година от своя съгражданин, дееца на ВМРО Мирчо Кикиридков. Погребан е в Централните софийски гробища.
Негов племенник е революционерът Васил Хаджикимов.
Архивът на Владислав Ковачев в БИА при НБКМ съдържа над 5000 документа, предадени от дъщеря му проф. Жени Ковачева между 1960 – 1980 година. Негов архивен фонд се съхранява и в Централен държавен архив , а отделни документи се съхраняват във фондове на други дейци.

## Военни звания
- Подпоручик (1894)
- Поручик (1899)
- Капитан (1908)
- Майор (28 юли 1913)
- Подполковник (10 април 1919)
- Полковник

- Върховният комитет около 1899 – 1900. Седнали Тома Давидов (подпредседател), Борис Сарафов (председател), Георги Петров (касиер). Прави Владислав Ковачев (член), Георги Минков (член)
- Четата на Владислав Ковачев през 1903 година
- Четата на Владислав Ковачев
- Ръководството на четата на Владислав Ковачев
- Обединена чета на ВМОК през 1902 година, една от четите е на Владислав Ковачев
- Пълномощно от Върховния македонски комитет на Гьорче Петров от 17 октомври 1899 г., подписано от Сарафов и Ковачев
- Препис от кръщелното свидетелство на Владислав Ковачев, 29 август 1890 г.
- Свидетелство за женитба на Владислав Ковачев и Сийка Размова, 18 август 1902 г.
- Акт за раждане на дъщерята на Владислав Ковачев - Надежда Ковачева, 1906 г.
- Паметна плоча на Славчо Ковачев на фасадата на дома му на ул. Княз Борис I № 137, София. До нея е паметната плоча на дъщеря му пианистката Жени Ковачева

## Родословие
|                       |                       |                       |                       |                             |                             |                             |                             |                                 |                                 |                                 |                                 | Антон Ковачев                   |                                 |  |  |                                |                                |                                |                                |                                |                                |  |  |                             |                             |                             |                             |                              |                              |                              |                              |                              |                              |                              |                              |                              |                              |  |  |                             |                             |                             |                             |                             |                             |
|                       |                       |                       |                       |                             |                             |                             |                             |                                 |                                 |                                 |                                 |                                 |                                 |  |  |                                |                                |                                |                                |                                |                                |  |  |                             |                             |                             |                             |                              |                              |                              |                              |                              |                              |                              |                              |                              |                              |  |  |                             |                             |                             |                             |                             |                             |
|                       |                       |                       |                       |                             |                             |                             |                             |                                 |                                 |                                 |                                 |                                 |                                 |  |  |                                |                                |                                |                                |                                |                                |  |  |                             |                             |                             |                             |                              |                              |                              |                              |                              |                              |                              |                              |                              |                              |  |  |                             |                             |                             |                             |                             |                             |
| Екатерина Костадинова | Екатерина Костадинова | Екатерина Костадинова | Екатерина Костадинова | Екатерина Костадинова       | Екатерина Костадинова       |                             |                             | Йосиф Ковачев (1839 – 1898)     | Йосиф Ковачев (1839 – 1898)     | Йосиф Ковачев (1839 – 1898)     | Йосиф Ковачев (1839 – 1898)     | Йосиф Ковачев (1839 – 1898)     | Йосиф Ковачев (1839 – 1898)     |  |  | Михаил Ковачев (1840 – 1908)   | Михаил Ковачев (1840 – 1908)   | Михаил Ковачев (1840 – 1908)   | Михаил Ковачев (1840 – 1908)   | Михаил Ковачев (1840 – 1908)   | Михаил Ковачев (1840 – 1908)   |  |  |                             |                             |                             |                             |                              |                              |                              |                              |                              |                              |                              |                              |                              |                              |  |  |                             |                             |                             |                             |                             |                             |
| Екатерина Костадинова | Екатерина Костадинова | Екатерина Костадинова | Екатерина Костадинова | Екатерина Костадинова       | Екатерина Костадинова       |                             |                             | Йосиф Ковачев (1839 – 1898)     | Йосиф Ковачев (1839 – 1898)     | Йосиф Ковачев (1839 – 1898)     | Йосиф Ковачев (1839 – 1898)     | Йосиф Ковачев (1839 – 1898)     | Йосиф Ковачев (1839 – 1898)     |  |  | Михаил Ковачев (1840 – 1908)   | Михаил Ковачев (1840 – 1908)   | Михаил Ковачев (1840 – 1908)   | Михаил Ковачев (1840 – 1908)   | Михаил Ковачев (1840 – 1908)   | Михаил Ковачев (1840 – 1908)   |  |  |                             |                             |                             |                             |                              |                              |                              |                              |                              |                              |                              |                              |                              |                              |  |  |                             |                             |                             |                             |                             |                             |
|                       |                       |                       |                       |                             |                             |                             |                             |                                 |                                 |                                 |                                 |                                 |                                 |  |  |                                |                                |                                |                                |                                |                                |  |  |                             |                             |                             |                             |                              |                              |                              |                              |                              |                              |                              |                              |                              |                              |  |  |                             |                             |                             |                             |                             |                             |
|                       |                       |                       |                       |                             |                             |                             |                             |                                 |                                 |                                 |                                 |                                 |                                 |  |  |                                |                                |                                |                                |                                |                                |  |  |                             |                             |                             |                             |                              |                              |                              |                              |                              |                              |                              |                              |                              |                              |  |  |                             |                             |                             |                             |                             |                             |
| Анастасия Размова     | Анастасия Размова     | Анастасия Размова     | Анастасия Размова     | Анастасия Размова           | Анастасия Размова           |                             |                             | Владислав Ковачев (1875 – 1924) | Владислав Ковачев (1875 – 1924) | Владислав Ковачев (1875 – 1924) | Владислав Ковачев (1875 – 1924) | Владислав Ковачев (1875 – 1924) | Владислав Ковачев (1875 – 1924) |  |  | Владимир Ковачев (1875 – 1910) | Владимир Ковачев (1875 – 1910) | Владимир Ковачев (1875 – 1910) | Владимир Ковачев (1875 – 1910) | Владимир Ковачев (1875 – 1910) | Владимир Ковачев (1875 – 1910) |  |  | Антон Ковачев (1877 – 1931) | Антон Ковачев (1877 – 1931) | Антон Ковачев (1877 – 1931) | Антон Ковачев (1877 – 1931) | Антон Ковачев (1877 – 1931)  | Антон Ковачев (1877 – 1931)  |                              |                              | Райна Ковачева (1880 – 1967) | Райна Ковачева (1880 – 1967) | Райна Ковачева (1880 – 1967) | Райна Ковачева (1880 – 1967) | Райна Ковачева (1880 – 1967) | Райна Ковачева (1880 – 1967) |  |  | Йосиф Ковачев (1885 – 1916) | Йосиф Ковачев (1885 – 1916) | Йосиф Ковачев (1885 – 1916) | Йосиф Ковачев (1885 – 1916) | Йосиф Ковачев (1885 – 1916) | Йосиф Ковачев (1885 – 1916) |
| Анастасия Размова     | Анастасия Размова     | Анастасия Размова     | Анастасия Размова     | Анастасия Размова           | Анастасия Размова           |                             |                             | Владислав Ковачев (1875 – 1924) | Владислав Ковачев (1875 – 1924) | Владислав Ковачев (1875 – 1924) | Владислав Ковачев (1875 – 1924) | Владислав Ковачев (1875 – 1924) | Владислав Ковачев (1875 – 1924) |  |  | Владимир Ковачев (1875 – 1910) | Владимир Ковачев (1875 – 1910) | Владимир Ковачев (1875 – 1910) | Владимир Ковачев (1875 – 1910) | Владимир Ковачев (1875 – 1910) | Владимир Ковачев (1875 – 1910) |  |  | Антон Ковачев (1877 – 1931) | Антон Ковачев (1877 – 1931) | Антон Ковачев (1877 – 1931) | Антон Ковачев (1877 – 1931) | Антон Ковачев (1877 – 1931)  | Антон Ковачев (1877 – 1931)  |                              |                              | Райна Ковачева (1880 – 1967) | Райна Ковачева (1880 – 1967) | Райна Ковачева (1880 – 1967) | Райна Ковачева (1880 – 1967) | Райна Ковачева (1880 – 1967) | Райна Ковачева (1880 – 1967) |  |  | Йосиф Ковачев (1885 – 1916) | Йосиф Ковачев (1885 – 1916) | Йосиф Ковачев (1885 – 1916) | Йосиф Ковачев (1885 – 1916) | Йосиф Ковачев (1885 – 1916) | Йосиф Ковачев (1885 – 1916) |
|                       |                       |                       |                       |                             |                             |                             |                             |                                 |                                 |                                 |                                 |                                 |                                 |  |  |                                |                                |                                |                                |                                |                                |  |  |                             |                             |                             |                             |                              |                              |                              |                              |                              |                              |                              |                              |                              |                              |  |  |                             |                             |                             |                             |                             |                             |
|                       |                       |                       |                       | Жени Ковачева (1905 – 1994) | Жени Ковачева (1905 – 1994) | Жени Ковачева (1905 – 1994) | Жени Ковачева (1905 – 1994) | Жени Ковачева (1905 – 1994)     | Жени Ковачева (1905 – 1994)     |                                 |                                 |                                 |                                 |  |  |                                |                                |                                |                                |                                |                                |  |  |                             |                             |                             |                             | Михаил Ковачев (1905 – 1972) | Михаил Ковачев (1905 – 1972) | Михаил Ковачев (1905 – 1972) | Михаил Ковачев (1905 – 1972) | Михаил Ковачев (1905 – 1972) | Михаил Ковачев (1905 – 1972) |                              |                              |                              |                              |  |  |                             |                             |                             |                             |                             |                             |